# Nazionale femminile di roller derby della Grecia
La nazionale di roller derby della Grecia è la selezione maggiore femminile di roller derby, il cui nickname è Team Greece, che rappresenta la Grecia nelle varie competizioni ufficiali o amichevoli riservate a squadre nazionali. Si è classificata ventiseiesima al campionato mondiale di roller derby 2014

## Risultati
Legenda: Grassetto: Risultato migliore, Corsivo: Mancate partecipazioni

## Dettaglio stagioni

### Tornei

#### Mondiali
| Stagione | regular season | regular season | regular season | regular season | regular season | regular season | playoff | playoff | playoff | playoff | playoff | playoff       | playoff    |
|          | Vin            | Par            | Per            | Tot            | PF             | PS             | Vin     | Per     | Tot     | PF      | PS      | risultato     | avversaria |
| -------- | -------------- | -------------- | -------------- | -------------- | -------------- | -------------- | ------- | ------- | ------- | ------- | ------- | ------------- | ---------- |
| 2014     | 1              | 0              | 2              | 3              | 238            | 705            | 0       | 1       | 1       | 136     | 305     | Ventiseiesima | Colombia   |
|          |                |                |                |                |                |                |         |         |         |         |         |               |            |
| Totale   | 1              | 0              | 2              | 3              | 238            | 705            | 0       | 1       | 1       | 136     | 305     |               |            |

### Riepilogo bout disputati
| Anno | Luogo  | Evento   | Fase del torneo      | Incontro           | Risultato |
| 2014 | Dallas | Mondiale | Fase a gironi        | Belgio - Grecia    | 174 - 96  |
| 2014 | Dallas | Mondiale | Fase a gironi        | Italia - Grecia    | 82 - 125  |
| 2014 | Dallas | Mondiale | Fase a gironi        | Australia - Grecia | 449 - 17  |
| 2014 | Dallas | Mondiale | Fase di consolazione | Colombia - Grecia  | 305 - 136 |

## Confronti con le altre Nazionali
Questi sono i saldi della Grecia nei confronti delle Nazionali incontrate.

### Saldo positivo
| Nazionale | Giocate | Vinte | Pareggiate | Perse | PF  | PS | Ultima vittoria | Ultimo pari | Ultima sconfitta |
| --------- | ------- | ----- | ---------- | ----- | --- | -- | --------------- | ----------- | ---------------- |
| Italia    | 1       | 1     | 0          | 0     | 125 | 82 | 2014            | -           | -                |

### Saldo negativo
| Nazionale | Giocate | Vinte | Pareggiate | Perse | PF  | PS  | Ultima vittoria | Ultimo pari | Ultima sconfitta |
| --------- | ------- | ----- | ---------- | ----- | --- | --- | --------------- | ----------- | ---------------- |
| Australia | 1       | 0     | 0          | 1     | 17  | 449 | -               | -           | 2014             |
| Colombia  | 1       | 0     | 0          | 1     | 136 | 305 | -               | -           | 2014             |
| Belgio    | 1       | 0     | 0          | 1     | 96  | 174 | -               | -           | 2014             |